# La Concepción (Nicaragua)
La Concepción es un municipio del departamento de Masaya en la República de Nicaragua. Extraoficialmente denominado también La Concha.

## Geografía
El municipio limita al norte con los municipios de Nindirí y Ticuantepe, al sur con el municipio de San Marcos, al este con el de Masatepe y al oeste con el municipio de El Crucero. La cabecera municipal está ubicada a 32 kilómetros de la capital de Managua.

## Historia
La región del actual municipio en el año de 1849 fue poblada en forma temporal por los sembradores de tabaco y cereales del departamento de Managua, que en viviendas provisionales permanecían durante el año labrando sus cultivos cerca de sus plantaciones. El 8 de abril de 1889 fue declarada "pueblo", con su nombre actual. Por Ley legislativa del 21 de agosto de 1956, el antiguo pueblo fue elevado al rango político de "villa".

## Demografía
La Concepción tiene una población actual de 45,662 habitantes. De la población total, el 50.3% son hombres y el 49.7% son mujeres. Casi el 41.6% de la población vive en la zona urbana.

## Naturaleza y clima
El municipio tiene un clima subtropical, es decir un clima agradable y fresco. La precipitación media anual oscila entre 71 y 214 mm. La temperatura oscila entre 26,2 a 27,3 °C, lo que define como bosque húmedo subtropical.
El municipio no cuenta con un eficiente drenaje pluvial debido a la carencia de cunetas y canales. Las agua pluviales que vienen de la carretera a descargar propiamente en las calles principales de La Concepción, ocasionando deterioro e inundaciones.

## Localidades
El municipio cuenta con 2 cascos urbanos, La Concepción y San Juan de la Concepción, y 18 comarcas o comunidades rurales siguientes: El Rodeo, Los Encuentros, San Ignacio, Los Amadores, Los Martínez, Camilo Ortega, Temoá, Palo Solo, Los Moncadas, Las Gradas, Daniel Roa P., Loma Negra, Santiago, La Bolsa, San Caralampio, 19 de Julio, La Cruz de Mayo y Los Mercados.

## Economía
La actividad económica fundamental es la agrícola, se producen hortalizas como las naranjas, mandarinas y limon dulce también chayote, piña, plátanos y bananos, pitahaya. y en menor medida otros cultivos como granos básicos frijoles y café etc.

## Cultura
En La Concepción lo tradicional y lo popular se manifiesta durante la celebración de las fiestas patronales en honor a la Virgen de Monserrat, venerada imagen traída de España según la leyenda. Las festividades se realizan del 8 al 18 de febrero; la imagen es llevada en procesión por las calles de la ciudad el día 9 de febrero, durante las festividades el Mayordomo y demás fiesteros de acuerdo al calendario de sus compromisos, obsequian a los visitantes comidas y bebidas propias de las costumbres y tradiciones del pueblo concheño.